# Théodore Fourmois
Théodore Fourmois (14 octobre 1814 à Presles - 16 octobre 1871 à Ixelles) est un peintre de paysages et de scènes de genre, aquarelliste, dessinateur et graveur belge.

## Biographie
Il est issu d'un milieu modeste et apprend à dessiner en 1826-1827, dans les ateliers de lithographie d'Antoine Dewasme-Pletinckx situés à Bruxelles. Il acquiert les rudiments de la peinture par ses propres moyens. 
C’est en 1836, à l’occasion du Salon de Bruxelles, où il expose un "Paysage des Ardennes", que sa carrière débute. Ce tableau lui vaut un succès immédiat. 
Il expose de nombreuses fois à Gand et à Bruxelles. Il participe à l’Exposition universelle de Paris en 1855 et en 1867.
À la fin de sa vie, il travaille à Tervueren, ainsi qu’à Presles sa ville natale, où il séjourne en 1869.

## Œuvre

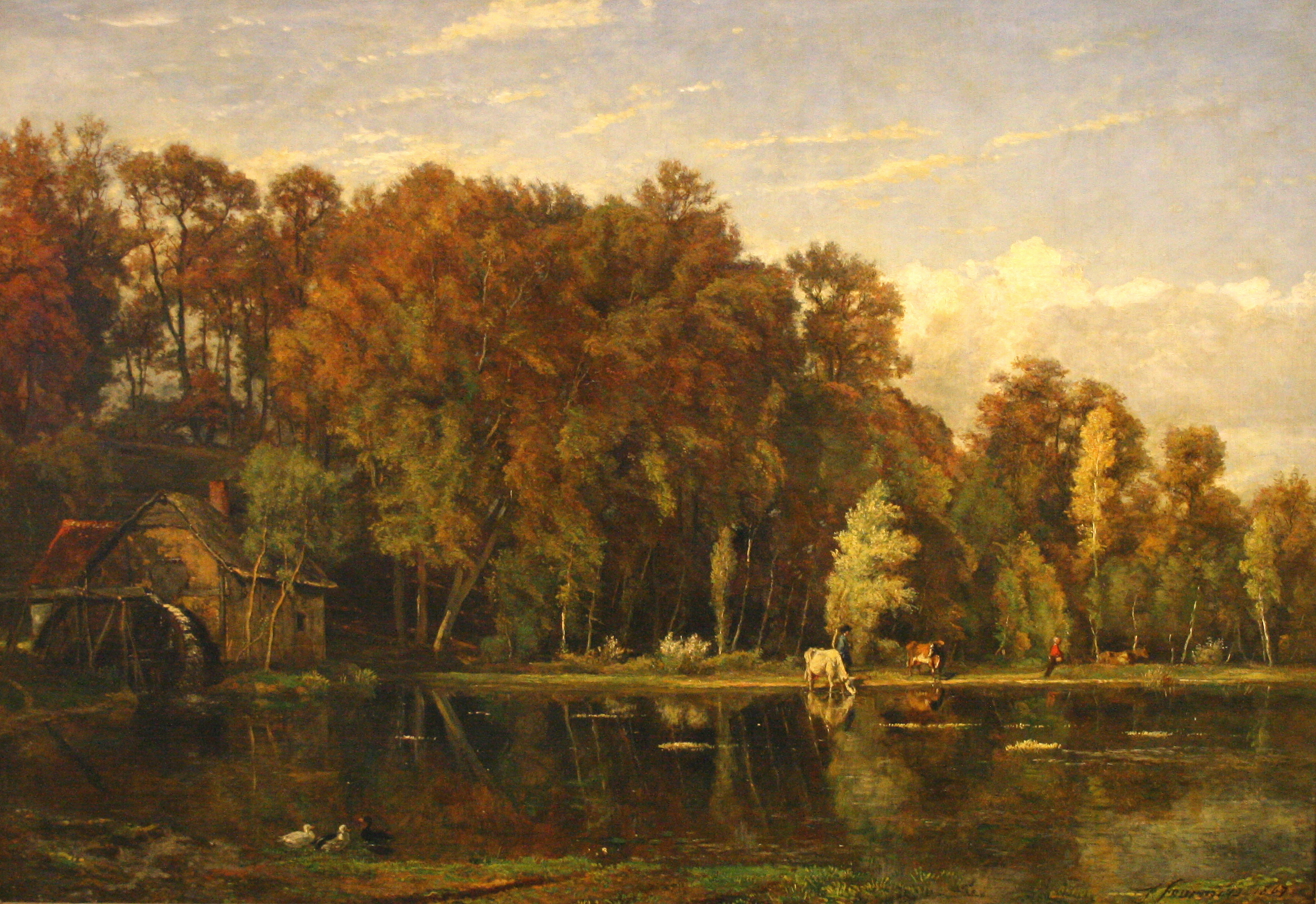
L'Étang, 1867
Musées royaux des Beaux-Arts, Bruxelles

Il est surtout connu, à ses débuts, pour ses paysages d'Ardenne et de Campine.  Il réalise plusieurs études d’après nature, ainsi que des vues panoramiques qu’il effectue lors de ses voyages en Dauphiné et en Suisse. Ce sont les premiers essais de peinture de plein air en Belgique, qui montrent l'influence de l'École française de Barbizon.
Parfois tributaire de la tradition du XVIIe siècle, en particulier du Hollandais Meindert Hobbema, ses compositions, par leurs qualités atmosphériques et l'attention portée aux couleurs locales, annoncent le paysage réaliste et assurent le lien avec l'école de Tervueren. Il s'éloigne en effet du paysage obéissant à des règles académiques et intègre humains et animaux dans le paysage et accorde une grande importance à l’acte de peindre dans la nature et d’après nature.
Ses œuvres, sont aussi, en partie, empruntées à un univers fantaisiste rappelant les peintres romantiques. Mais son approche directe de la nature, et l'attention portée aux couleurs locales dans ses compositions, peuvent le faire considérer comme le précurseur de la peinture belge de paysage du dix-neuvième siècle.
Après s’être consacré au dessin, il fait de l’aquarelle et de la peinture à l’huile. Son œuvre tardive se distingue par une technique plus schématique et des couleurs plus éclatantes.
- Paysage du Dauphiné , 1846, huile sur toile, 55 × 76 cm, Musée des Beaux-Arts de Gand[1]
- Une Bruyère dans le grand-duché de Bade, Salon de Bruxelles de 1848où il reçoit une médaille de vermeil[2].
- Le Moulin d'Éprave, 1851, huile sur toile, 96 × 137 cm, Musées royaux des Beaux-Arts de Belgique[3]
- Un moulin à vent, 1857, Aquarelle et gouache sur papier, 208 × 316 cm, Musées royaux des Beaux-Arts de Belgique[4]
- L'Étang, 1867, huile sur toile, 74 × 107 cm, Musées royaux des Beaux-Arts de Belgique[5]
- Paysage à Rahier, huile sur toile, au Musée des beaux-arts de Liège
- Grands arbres, Huile sur papier, marouflé sur toile, 31 × 42 cm, Musées royaux des Beaux-Arts de Belgique[6]

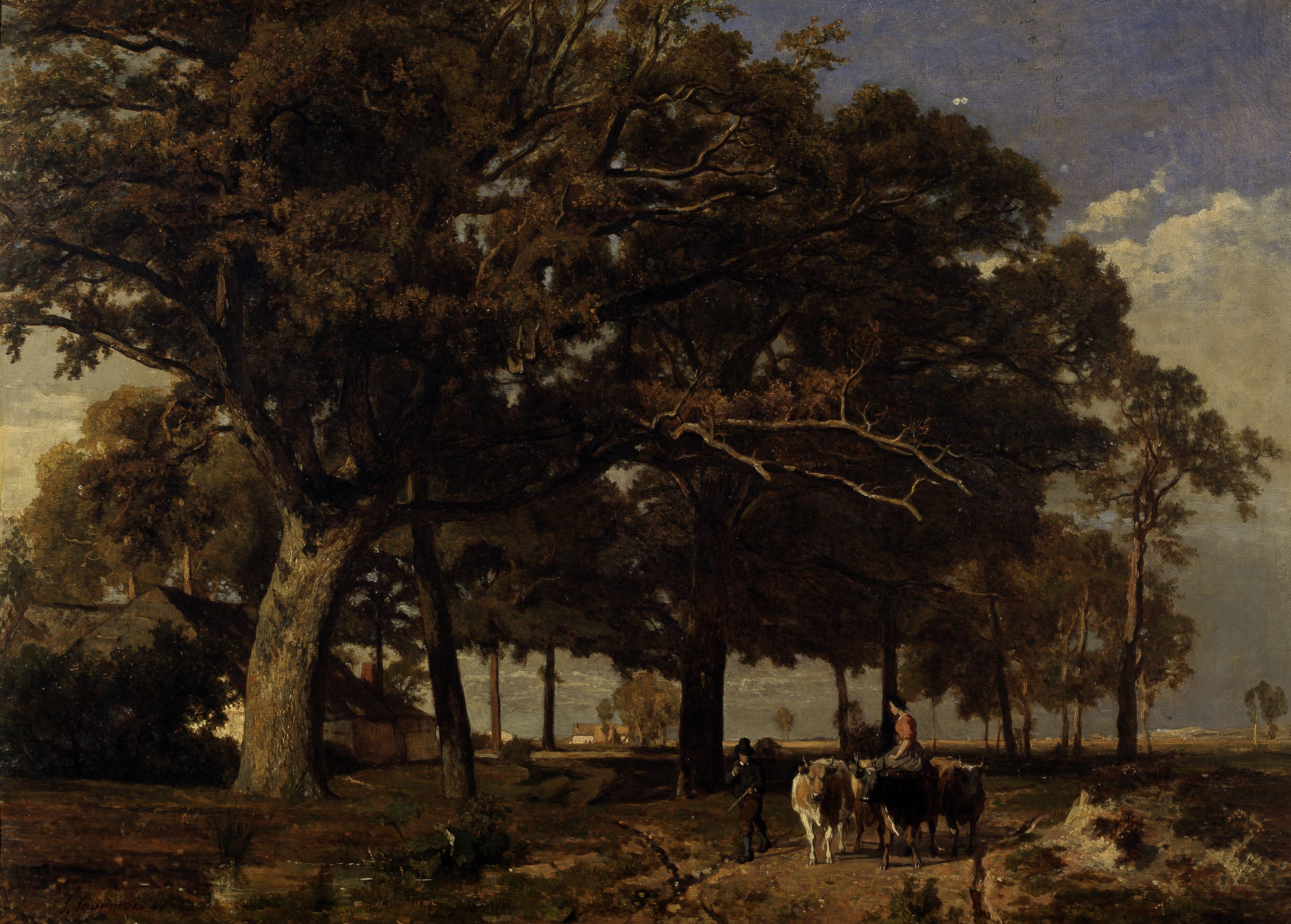
Paysage du Dauphiné , 1846 Musée des Beaux-Arts de Gand
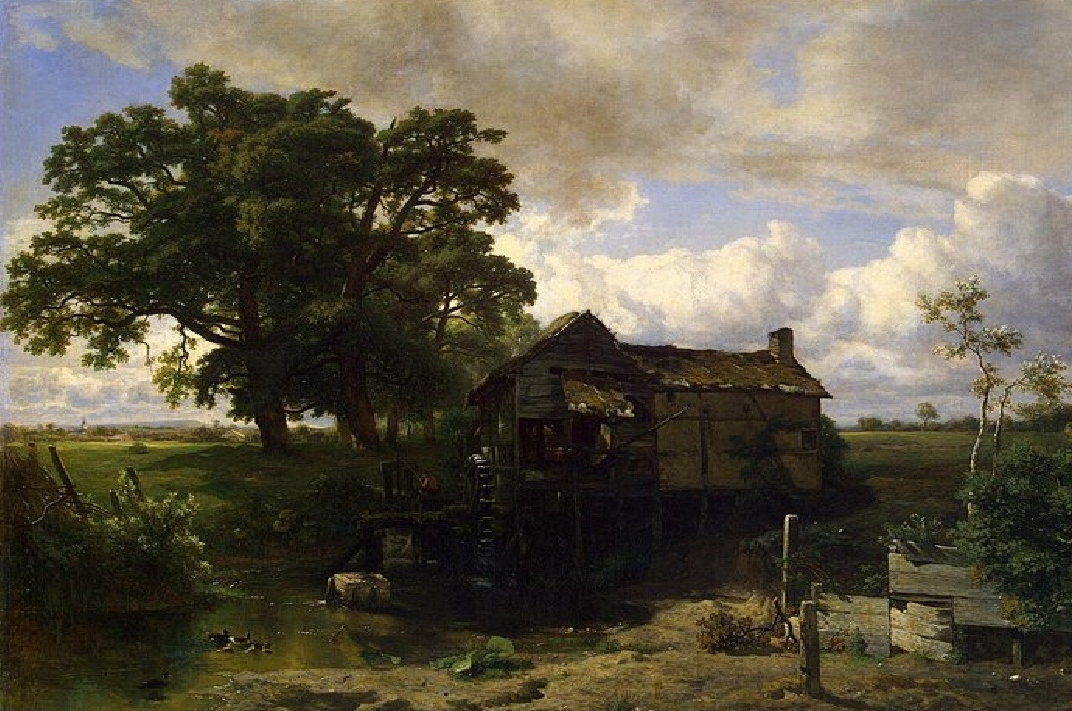
Le Moulin d'Éprave, 1851 Musées royaux des Beaux-Arts de Belgique
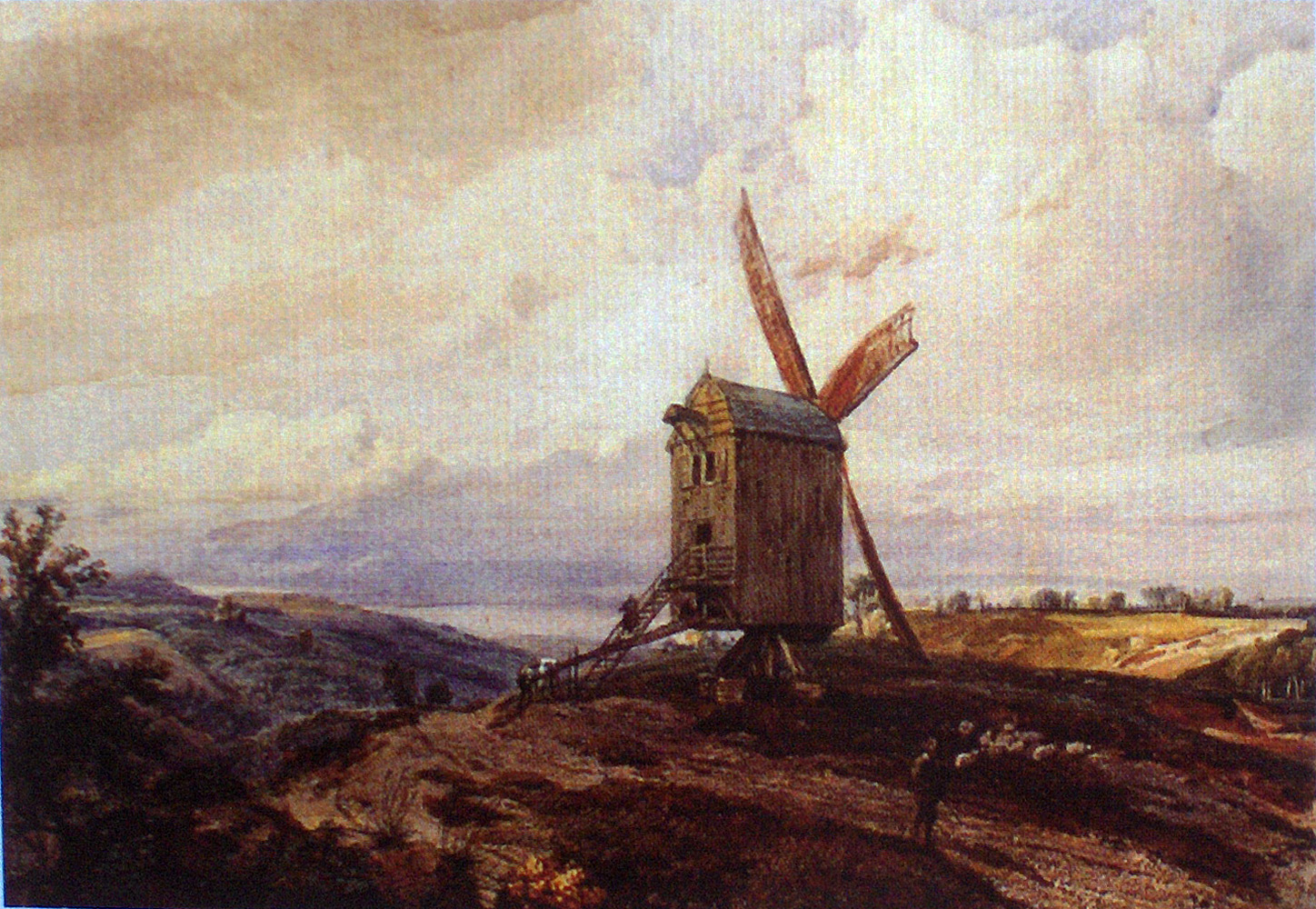
Un moulin à vent, 1857 Musées royaux des Beaux-Arts de Belgique

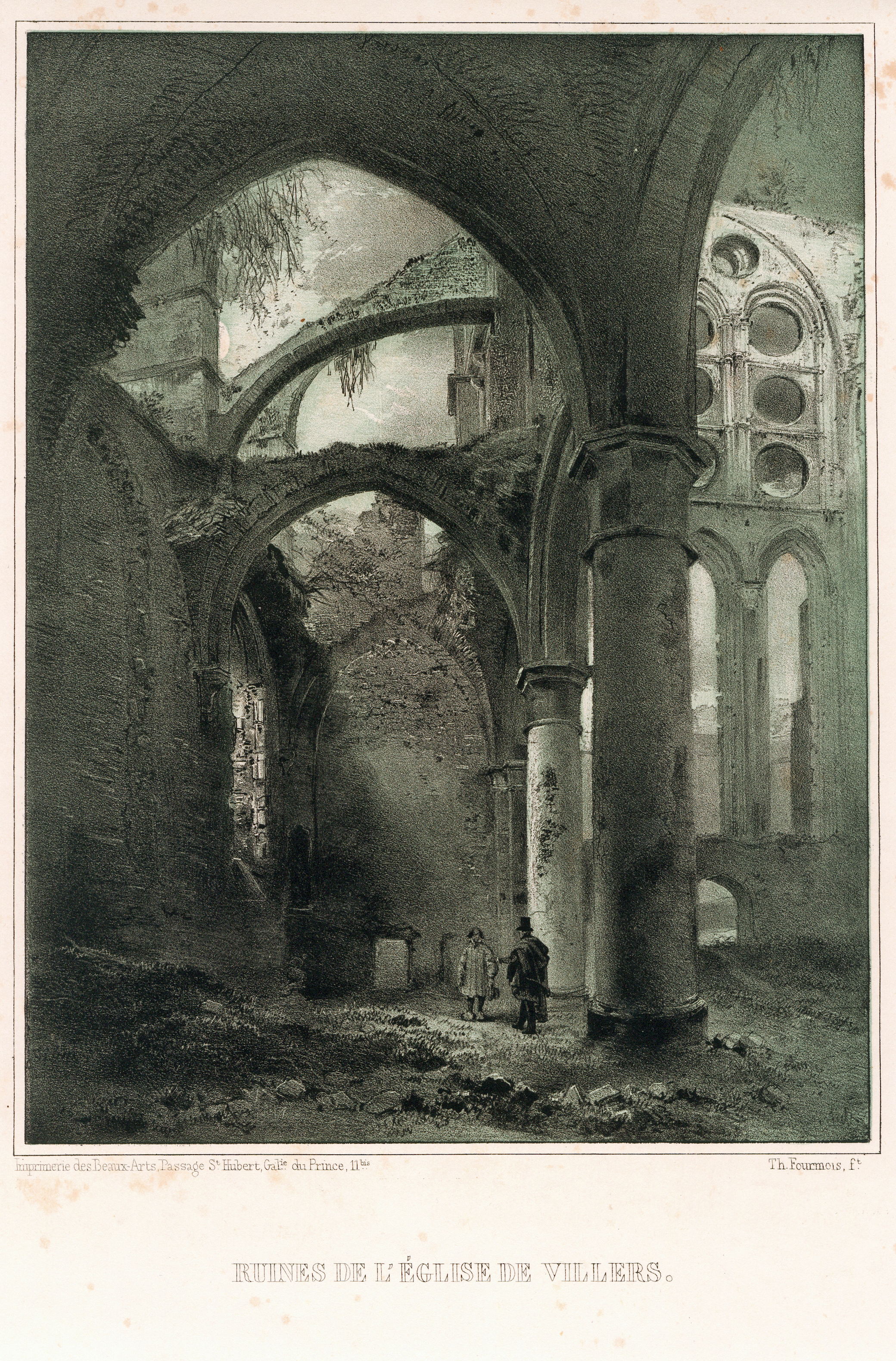
Ruines de l'abbatiale de Villers, lithographie (1833)

Il réalise bon nombre de lithographies d'après les grands maîtres et les artistes contemporains et livre les planches originales de plusieurs albums et recueils illustrés, dont un "Descriptive Tour in Scotland".

## Honneur
Théodore Fourmois est :
- Chevalier de l'ordre de Léopold (Belgique, 1er novembre 1851)[7].
- Officier de l'ordre de Léopold (16 novembre 1863)[8].